# Carlo Carignani (generale)
Carlo Carignani di Novoli e Tolve (19 agosto 1857 – 8 gennaio 1926) è stato un generale italiano, che durante la prima guerra mondiale fu uno dei protagonisti della dura repressione del presunto ammutinamento dei soldati del 38º Reggimento fanteria della Brigata "Ravenna". Decorato del titolo di Ufficiale dell'Ordine militare di Savoia e di Medaglia d'argento al valor militare.

## Biografia
Nacque il 19 agosto 1857, figlio di Don Ernesto, Patrizio Napoletano e Duca di Tolve, e Donna Giulia Pignatelli. Arruolatosi nel Regio Esercito fu nominato sottotenente il 1 agosto 1877. Il 2 marzo 1889 sposò la signorina Adriana Perotti.
Con Regio Decreto del 15 giugno 1911 gli fu consentito di aggiungere al proprio cognome il titolo nobiliare di patrizio napolitano dei duchi di Novoli e Tolve.
Nel 1913, con il grado di colonnello, risultava in servizio attivo come comandante dell'85º Reggimento fanteria.
Promosso maggiore generale, all'atto dell'entrata in guerra del Regno d'Italia, avvenuta il 24 maggio 1915, comandava la Brigata fanteria "Messina" (93° e 94º Reggimento), in forza alla 13ª Divisione. Dopo aver represso un caso di ammutinamento, avvenuto nella notte tra il 29 e il 30 giugno, quando fece sparare con le mitragliatrici sui propri soldati appartenenti ad un battaglione del 93º Reggimento che furono visti sventolare bandiere bianche, il 12 luglio dello stesso anno fu sostituito ad interim dal colonnello Arturo Maggi. Divenne comandante della 13ª Divisione, sostituendo il tenente generale Cleto Vittorio Angelotti, mantenendo tale incarico fino al 1916, quando fu sostituito dal maggiore generale Eugenio Aveta.
Con Decreto Luogotenenziale del 30 maggio 1916 fu promosso al rango di tenente generale. e il 28 dicembre dello stesso anno fu insignito del titolo di Ufficiale dell'Ordine militare di Savoia.
Dopo aver assunto il comando dell'VIII Corpo d'armata fu protagonista della dura repressione, di un presunto ammutinamento dei soldati del 38º Reggimento fanteria della Brigata "Ravenna", facendo fucilare a più riprese alcuni soldati del reggimento.
Dopo la disfatta di Caporetto fu destituito dal comando dell'VIII Corpo d'armata, e assegnato successivamente a quello del Corpo d'armata territoriale di Ancona. In seguito allo sbarco di un gruppo di soldati austro-ungarici, avvenuto intorno alle 2.15 antimeridiane del 5 aprile 1918, presso una località deserta circa 13 chilometri a nord dalla città di Ancona che non fu adeguatamente contrastato, tanto che i soldati nemici raggiunsero il porto della città alle 23 dello stesso giorno prima di venire fermati, fu destituito dal comando insieme al generale comandante la Divisione militare territoriale di Ancona, mentre i componenti delle pattuglie di vigilanza sulla spiaggia furono deferiti al Tribunale militare e successivamente condannati a pene detentive. 
Dopo la fine della guerra fu promosso generale di corpo d'armata. Si spense l'8 gennaio 1926.

### Annotazioni
1. ↑  Dopo la fine della guerra il tenente generale Donato Antonio Tommasi scrisse una relazione sul fatto per la Commissione d'inchiesta sui fatti di Caporetto, assolvendolo da ogni accusa in quanto l'iniziativa di arrendersi fu assunta da alcuni ufficiali a danno dei loro soldati.
2. ↑  Rimasto ferito in combattimento, Maggi fu a sua volta sostituito dal maggiore generale Luigi Baronio il 25 luglio.
3. ↑  Su questi fatti il tenente generale Donato Tommasi scrisse una durissima relazione per la Commissione d'inchiesta sui fatti di Caporetto, accusando apertamente gli ufficiali superiori di negligenza, ed in particolare Capello, Carignani e Guerrini

### Fonti
1. 1 2 3 4 5 6  Annuario Militare del Regno d'Italia Anno 1913, p. 32.
2. ↑  Gazzetta Ufficiale del Regno d'Italia n.225 del 27 settembre 1911, pag. 6155.
3. 1 2 3  Coltrinari 2017, p. 115.
4. ↑  Gazzetta Ufficiale del Regno d'Italia n.91 del 18 aprile 1916, pag. 2073.
5. 1 2   Ufficiale dell'Ordine militare d'Italia Carlo Carignani, su quirinale.it, Quirinale. URL consultato il 12 giugno 2013.
6. ↑  Wilcox 2016, p. 74.
7. 1 2  Wilcox 2016, p. 75.